# Fritz Haas (Architekt)
Fritz Haas (* 1. Juli 1890 in Murau, Österreich-Ungarn; † 18. September 1968 in Graz) war ein österreichischer Architekt, der insbesondere durch seine Kraftwerksbauten bekannt wurde. In der Steiermark und Kärnten zeichnete Haas verantwortlich für die Planung vieler Wasserkraftwerke an Mur, Enns und Drau, die in den Zwanziger- bis Sechzigerjahren erbaut wurden.

## Leben

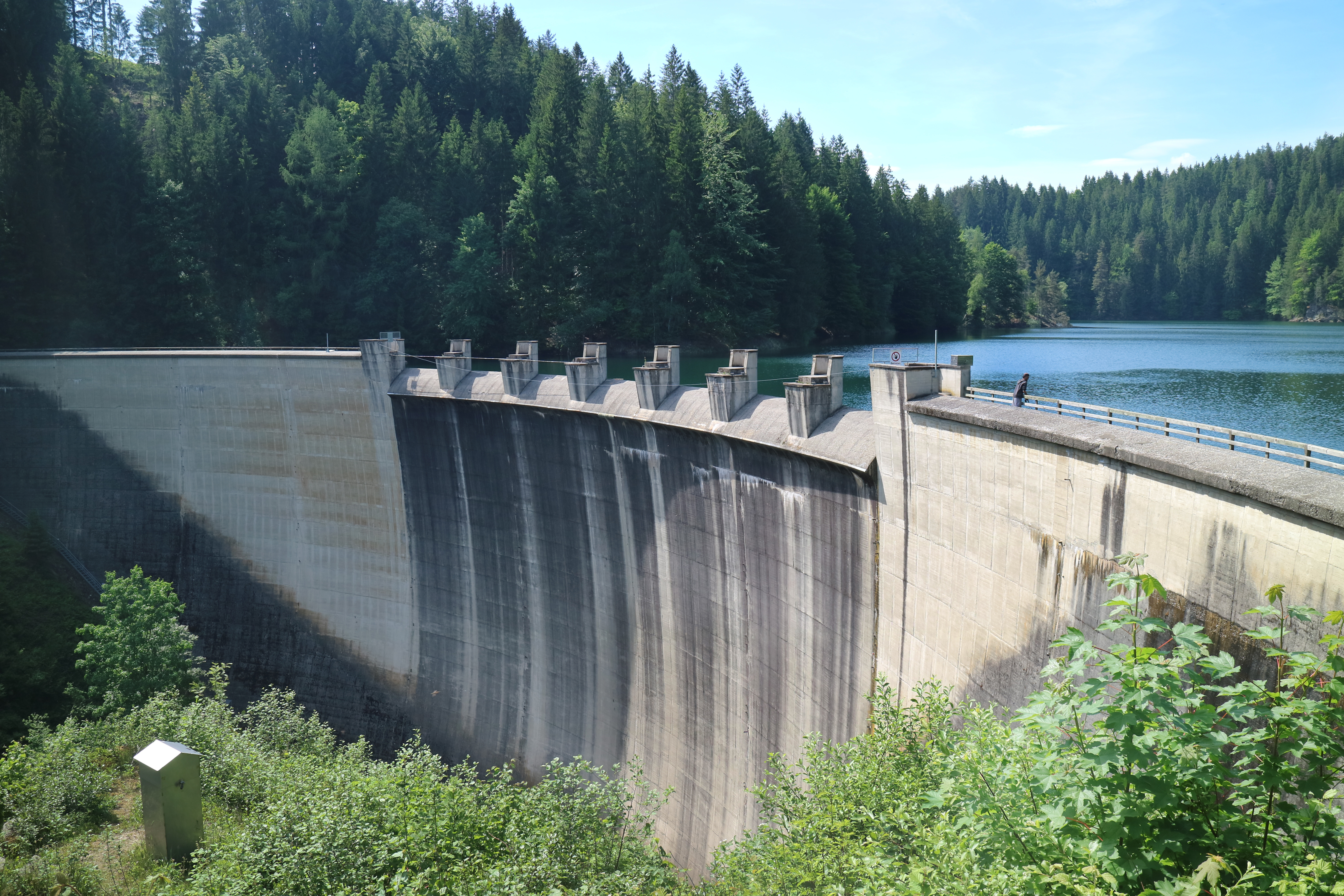
Hirzmannsperre (1947–1950)

Haas studierte Architektur an der Technischen Hochschule Graz. Während seines Studiums wurde er Mitglied beim Verein Deutscher Studenten Graz. Nach dem Ersten Weltkrieg und fünfjähriger Kriegsgefangenschaft war Haas vor allem für die Steirische-Elektrizitätswerke-Aktiengesellschaft STEWEAG tätig, für die er unter anderem das Kraftwerk Arnstein mit den Speichern Langmann und Hirzmann errichten ließ. Seine Bauten orientierten sich an der neuen Sachlichkeit, waren aber auch dem Heimatstil verpflichtet. 1928 wurde Haas als ordentlicher Professor an die TH Wien berufen. Seit 1934 war er illegales Mitglied der NSDAP. Im November 1938 folgte seine Ernennung zum Rektor der Hochschule, die er bis Dezember 1942 leitete. Haas’ Nachfolger als Rektor war Heinrich Sequenz. Insbesondere entwarf Haas nach dem Anschluss Österreichs an das Deutsche Reich 1938 großzügige Umbaupläne für Graz, der Zeit entsprechend in einer monumentaleren Formensprache, die jedoch nicht umgesetzt wurden. Beispielhaft für diese Schaffensphase ist das Kraftwerk Mariborski Otok bei Marburg an der Drau, dessen Bau noch während des Weltkrieges begann. 1945 bis 1947 war Haas im Camp Marcus W. Orr interniert und wurde 1948 in den dauernden Ruhestand versetzt. Nach 1947 war Haas wieder als Architekt tätig.
Ein Enkel von Fritz Haas ist der Komponist Georg Friedrich Haas.